# Santa Monica (Texas)
Santa Monica és una concentració de població designada pel cens dels Estats Units a l'estat de Texas. Segons el cens del 2000 tenia 78 habitants.

## Demografia
Segons el cens del 2000, Santa Monica tenia 78 habitants, 30 habitatges, i 24 famílies. La densitat de població era de 86 habitants/km².
Dels 30 habitatges en un 33,3% hi vivien nens de menys de 18 anys, en un 60% hi vivien parelles casades, en un 20% dones solteres, i en un 20% no eren unitats familiars. En el 20% dels habitatges hi vivien persones soles el 13,3% de les quals corresponia a persones de 65 anys o més que vivien soles. El nombre mitjà de persones vivint en cada habitatge era de 2,6 i el nombre mitjà de persones que vivien en cada família era de 2,96.
Per edats la població es repartia de la següent manera: un 24,4% tenia menys de 18 anys, un 6,4% entre 18 i 24, un 28,2% entre 25 i 44, un 28,2% de 45 a 60 i un 12,8% 65 anys o més.
L'edat mediana era de 36 anys. Per cada 100 dones de 18 o més anys hi havia 78,8 homes.
La renda mediana per habitatge era de 23.482 $ i la renda mediana per família de 24.286 $. Els homes tenien una renda mediana de 48.750 $ mentre que les dones 13.750 $. La renda per capita de la població era de 14.438 $. Aproximadament el 30,8% de les famílies i el 35,4% de la població estaven per davall del llindar de pobresa.

## Poblacions més properes
El següent diagrama mostra les poblacions més properes.